# Матузенко, Василий Иванович
Александр Илларионович Матузенко (1886 — 1946) — советский военачальник, комбриг.

## Биография
Служил в царской армии в 13-м драгунском Военного ордена полку. Во время Первой мировой войны участвовал в боях под Ольховаткой. В 1917 стал командиром 1-го Черноморского красногвардейского отряда, где его вскоре сменил будущий маршал СССР С. К. Тимошенко. С 17 октября 1919 до 1 февраля 1920 был начальником 11-й Гомельской кавалерийской дивизии. Был начдивом 17-й кавалерийской дивизии с 18 апреля до 9 мая 1920. Находясь на должности командира 15-й кавалерийской дивизии, стал кавалером высшего на тот момент ордена Красного Знамени РСФСР. На момент ареста НКВД командир 26-й железнодорожной бригады. Арестован 20 ноября 1938, осуждён на 8 лет. Умер в тюрьме 13 июля 1946. 24. августа 1955 реабилитирован.

## Звания
- старший унтер-офицер;
- комбриг.

## Награды
- Орденом Красного Знамени (РСФСР) в 1920.[3]